# Denise Pinheiro da Costa
Denise Pinheiro da Costa (1959) es una bióloga, brióloga, botánica, geobotánica, curadora, y profesora brasileña, que desarrolla, desde 1987, actividades académicas y científicas en el Instituto de Pesquisa, Jardín Botánico de Río de Janeiro.

## Biografía
En 1984, obtuvo la licenciatura en ciencias biológicas por la Universidad de Santa Úrsula; un máster (botánica) defendiendo la tesis "Musgos do Município de Nova Friburgo, Rio de Janeiro, Brasil", por la Universidad de São Paulo (1995) y el doctorado en ciencias biológicas (botánica) también de la misma casa de altos estudios (1999).
Realizó dos posdoctorados, uno en 2013, en el Museo Nacional de Historia Natural de París, siendo becaria del Consejo Nacional de Desarrollo Científico y Tecnológico, CNPq, Brasil; en Ciencias Biológicas, área botánica, subzona taxonomía vegetal en la especialidad criptógamas. Y otro entre 2010 y 2011 en la Universidad Duke, siendo becaria de Educación Superior de Personal de Coordinación de Capacitación, CAPES, Brasil; en el área de Ciencias Biológicas: botánica, subzona taxonomía vegetal con especialidad criptógamas.
Actualmente, y desde 2003, es investigadora en el Jardín Botánico de Río de Janeiro, RB; y, curadora del Herbario Dimitri Sucre Benjamin,

## Algunas publicaciones
- COSTA, D. P.; CUNHA, A. A. S. 2015. The genus Sphagnum (Bryopsida, Sphagnopsida) in coastal vegetation (Restinga) in Brazil. Journal of Bryology (College Station, TX)

- AYUB, D. M.; COSTA, D. P.; SANTOS, R. P. 2015. Cytochemistry and structure of the spore wall of the genus Riccia (Ricciaceae). The Bryologist (College Station, TX)

- SANTOS, N. D.; COSTA, D.P.; KINOSHITA, L. S.; SHEPERD, G. J. 2015. How communities and species of bryophytes respond to a short altitudinal gradient in a tropical mountain? Journal of Bryology

- COSTA, D. P. 2014. New synonyms for South American/Brazilian Pottiaceae (Bryophyta). Phytotaxa (online) 167: 137-140

- SANTOS, N.D.; COSTA, D. P.; KINOSHITA, L. S.; SHEPERD, G. J. 2014. Windborne: Can liverworts be used as indicators of altitudinal gradient in the Brazilian Atlantic Forest?. Ecological Indicators 36: 431-440

- TAVARES, A. C. C.; LOBATO, R. C.; COSTA, D. P. 2014. Bryophyte flora in upland forests at different successional stages and in the various strata of host trees in northeastern Pará, Brazil. Acta Botanica Brasílica (impreso) 28: 46-58

- AYUB, D. M.; SANTOS, R. P.; COSTA, D. P. 2014. Additions to the Ricciaceae flora of Rio Grande do Sul, including two remarkable records for the Brazilian liverwort flora. Phytotaxa (online) 161: 294

- FORZZA, R. C. B.; J.F. BICUDO, C.E.M. CANHOS, D.A.L. CARVALHO Jr., A.A. COSTA, A. COSTA, D. P. Hopkins, M. LEITMAN, P.M. LOHMAN, L.G. LUGHADHA, E.N. MAIA, L.C. MARTINELLI, G. MENEZES, M. MORIM, M.P COELHO, M.N. PEIXOTO, A.L. PIRANI, J.R. PRADO, J. QUEIROZ, L.P. SOUZA, S. SOUZA, V.C. STEHMANN, J.R. SYLVESTRE, LANA DA SILVA, W. B.M.T. et al. 2012. Brazil as a biodiversity hotspot. Bioscience (Washington, impreso) 62: 39-45

- COSTA, D. P.; FARES, D.F. 2012. New synonyms in South American/Brazilian Sphagnaceae (Bryophyta). Nova Hedwigia 94: 479-486

- BARROS, F.S.M.; SIQUEIRA, M.F.; COSTA, D. P. 2012. Modeling the potential geographic distribution of five species of Metzgeria Raddi in Brazil, aiming at their conservation. The Bryologist (College Station, TX) 115: 341-349

- FARIA, A. L. A.; CARVALHO-SILVA, M.; COSTA, D. P.; CÂMARA, P. E. A. S. 2012. The bryophytes of Trindade Island, South Atlantic, Brazil. Acta Botanica Brasílica (impreso) 26: 785-795

- FORZZA, R. C.; BAUMGRATZ, J. F.; A. BICUDO, C. E. M. CANHOS, D. A. L. CARVALHO, A. A. COELHO, M. A. NADRUZ COSTA, A. F. COSTA, D. P. HOPKINS, M. G. LEITMAN, P. M. LOHMANN, L. G. LUDGADHA, E. N. MAIA, L. C. MARTINELLI, et al. 2012. New Brazilian Floristic List Highlights Conservation Challenges. Bioscience (Washington, impreso) 62: 39-45

- PINHEIRO DA COSTA, D. 2012. Validation of the New Species of Streptopogon (Pottiaceae, Bryophyta) and a Synopsis of the Genus for Brazil. Systematic Botany 37: 583-586

- FUSELIER, L. C.; SHAW, B.; ENGEL, J.J.; KONRAT, M. von; COSTA, D. P.; SHAW, A. J. 2011. The status and phylogeography of liverworts in the genus Apometzgeria Kuwah. (Metzgeriaceae). The Bryologist (College Station, TX) 114, 92-101

- SANTOS, N. D.; COSTA, D. P.; KINOSHITA, L. S.; SHEPERD, G. J. 2011. Aspectos brioflorísticos e fitogeográficos de duas formações costeiras de Floresta Atlântica da Serra do Mar (Ubatuba, SP). Biota Neotropica (edición en portugués, impreso) 11: 1-14

- COSTA, D. P.; PÔRTO, K.C.; LUIZI-PONZO, A.P.; ILKIU-BORGES, A.L.; BASTOS, C.J.P.; CÂMARA, P.E.A.S.; PERALTA, D.F.; BÔAS-BASTOS, S.B.V.; IMBASSAHY, C.A.A.; HENRIQUES, D.K.; GOMES, H.C.S.; ROCHA, L.M.; SANTOS, N.D. et al. 2011. Synopsis of the Brazilian moss flora: checklist, distribution and conservation. Nova Hedwigia 93: 277-334

- SANTOS, N. D.; COSTA, D. P. 2010. Phytogeography of the liverwort flora of the Atlantic Forest of south-eastern Brazil. Journal of Bryology 32: 9-22

- SANTOS, N. D.; COSTA, D. P. 2010. Altitudinal zonation of liverworts in the Atlantic Forest, Southeastern Brazil. The Bryologist (College Station, TX) 113: 631-645

- LEAL, E.S.; COSTA, D. P.; FORZZA, R. C. 2010. Lectotypification of the names Adolpho Ducke s taxa from the Brazilian Amazon. Phytotaxa 13: 49-55

- COSTA, D. P.; VANA, J.; OCHYRA, R.; CYKOWSKA, B. 2010. Metzgeria violacae - New National and regional bryophyte records. Journal of Bryology 32: 314-315

- IMBASSAHY, C. A. A.; COSTA, D. P.; ARAÚJO, A. C. 2009. Briófitas do Parque Nacional da Restinga de Jurubatiba, Rio de Janeiro, Brasil. Acta Botanica Brasílica (impreso) 23: 558-570

- VAZ-IMBASSAHY, T.F.; COSTA, D. P. 2009. New combinations and new synonyms in Pilotrichaceae II. Nova Hedwigia (Berlín) 10: 465-474

- COSTA, D. P.; SANTOS, N. D. 2009. Conservação de hepáticas na Mata Atlântica do sudeste do Brasil: uma análise regional no estado do Rio de Janeiro. Acta Botanica Brasílica (impreso) 23: 913-922

- DA COSTA, D. P.; COSTA, D. P. 2009. Crittogame brasiliane, a review of Giuseppe Raddi bryophyte collections in the state of Rio de Janeiro. Journal of Bryology 31: 222-233

- VICTORIA, F. C.; PEREIRA, A. B.; COSTA, D. P. 2009. Composition and distribution of moss formations in the ice-free areas adjoining the Arctowski region, Admiralty Bay, King George Island, Antarctica. Iheringia. Série Botânica 64: 81-91

- VICTORIA, F. C.; COSTA, D. P.; PEREIRA, A. B. 2009. Life-forms of moss species in defrosting areas of King George Island, South Shetland Islands, Antarctica. Bioscience Journal (UFU) 25: 151-160

### Libros
- FORZZA, R. C.; BAUMGRATZ, J. F.; BICUDO, C.E.M.; CARVALHO JUNIOR, A.; COSTA, A.; COSTA, D. P.; HOPKINS, M. J. G.; LEITMAN, P.; LOHMANN, L. G.; MAIA, L. C.; MARTINELLI, G.; MENEZES, M.; MORIM, M. P.; COELHO, M. N.; PEIXOTO, A. L.; PIRANI, J. R.; PRADO, J.; et al (orgs.) 2010. Catálogo das Plantas e Fungos do Brasil. Río de Janeiro: Andrea Jakobsson Estúdio & Jardim Botânico do Rio de Janeiro, vv. 2. 1699 pp.

- COSTA, D. P.; ALMEIDA, J.S.S.; SANTOS, N. D.; GRADSTEIN, S. R.; CHURCHILL, D. M. 2010. Manual de Briologia. Río de Janeiro: Interciencia, 207 pp. ISBN 85-7193-237-9, ISBN 978-85-7193-237-1

- STEHMANN, J. R.; FORZZA, R.; SOBRAL, M.; COSTA, D. P.; KAMINO, L. H. Y. 2009. Plantas da Floresta Atlântica. Río de Janeiro: Jardim Botânico do Rio de Janeiro, 516 pp.

- STEHMANN, J.; FORZZA, R. C.; SALINO, A.; SOBRAL, M.; COSTA, D. P.; KAMINO, L. H. Y. (orgs.) 2009. Plantas da Floresta Atântica. Río de Janeiro: Jardim Botânico do Rio de Janeiro, vv. 2.500 506 pp.

- COSTA, D. P. 2008. Metzgeriaceae (Hepaticae). Flora Neotropica, Monograph 102 ISSN 0071-5794 169 pp. ISBN 0-89327-492-5, ISBN 978-0-89327-492-4

- GRADSTEIN, S. R.; COSTA, D. P. 2003. Hepaticas E Antoceros Do Brasil. Memoirs 87 of the New York Botanical Garden. Ed. 	New York Botanical Garden Press, 318 pp. ISBN 0-89327-440-2, ISBN 978-0-89327-440-5

#### Capítulos
- COSTA, D.P.; FERNANDEZ, E. P.; MONTEIRO, N. P.; MESSINA, T. 2013. Arnelliaceae. En: G. Martinelli & M.A. Moraes. (orgs.) Livro vermelho da Flora do Brasil. Río de Janeiro: Inst. Pesq Jardim Botânico do Rio de Janeiro, p. 198-199

En G. Martinelli & M.A. Moraes. (orgs.) 2013. Livro vermelho da Flora do Brasil. Río de Janeiro, Inst. Pesq Jardim Botânico do Rio de Janeiro
- Bruchiaceae, p. 397-397

- Dicranaceae, p. 477-478

- Ditrichaceae, p. 485-485

- Hedwigiaceae, p. 566-566

- Jungermanniaceae, p. 578-578

- Lejeuneaceae, p. 612-613.

- Lepidoziaceae, p. 616-616

- Marchantiaceae, p. 671-671

- Metzgeriaceae, p. 702-702

- Pallaviciniaceae, p. 829-829

- Plagiochilaceae, p. 852-853

- Pottiaceae, p. 898-899

- Ricciaceae, p. 921-921

En Lista de Espécies da Flora do Brasil. 2013. Jardim Botânico do Rio de Janeiro. Río de Janeiro, Inst. Pesq. Jardim Botânico do Rio de Janeiro
- Antóceros, p. 452
- Hepáticas, p. 453
- Musgos, p. 480

- FORZZA, R. C. BAUMGRATZ, J. F. Bicudo, C.E.M. CANHOS, D. A. L. CARVALHO JUNIOR, A. COSTA, Andréa COSTA, D. P. HOPKINS, M. J. G. LEITMAN, P. LOHMANN, L. G. LUGHADHA, E. N. MAIA, L. C. MARTINELLI, G. MENEZES, M. Morim, M. P. COELHO, M. N. PEIXOTO, A. L. PIRANI, J. R. PRADO, J. QUEIROZ, L.P. SOUZA, S. SOUZA, V. C. STEHMANN, J. SYLVESTRE, LANA WALTER, B.M.T., et al. 2010. Síntese da Diversidade. En: Forzza, R.C. et al (orgs.) Catálogo de Plantas e Fungos do Brasil. Río de Janeiro: Andrea Jakobsson Estúdio & Jardim Botânico do Rio de Janeiro, p. 21-42

- COSTA, D. P. 2010. Coord. Lista de espécies: briófitas. En FORZZA, RC. org. et al. INSTITUTO DE PESQUISAS JARDIM BOTÂNICO DO RIO DE JANEIRO. Catálogo de plantas e fungos do Brasil [online]. Río de Janeiro: Andrea Jakobsson Estúdio: Instituto de Pesquisa Jardim Botânico do Rio de Janeiro, p. 452-521 ISBN 978-85-88742-42-0
- STEHMANN, J.; FORZZA, R. C.; SALINO, A.; SOBRAL, M.; COSTA, D. P.; KAMINO, L. H. Y. 2009. Diversidade taxonômica na Floresta Atlântica. Plantas da Floresta Atlântica. Río de Janeiro: Jardim Botânico do Rio de Janeiro, p. 3-12

### En Congresos
- FORZZA, R. C. BAUMGRATZ, J. F. BICUDO, C.E.M. CANHOS, D. A. L. CARVALHO JUNIOR, A. COSTA, A. COSTA, D. P. HOPKINS, M. J. G. LEITMAN, P. LOHMANN, L. G. LUGHADHA, E. N. MAIA, L. C. MARTINELLI, G. MENEZES, M. MORIM, M. P. COELHO, M. N. PEIXOTO, A. L. PIRANI, J. R. PRADO, J. QUEIROZ, L.P. SOUZA, V. C. SOUZA, S. STEHMANN, J. SYLVESTRE, LANA WALTER, B.M.T. et al. 2010. Preparation of a list of brasilian plant and fungal species: methods and results. En: Fourth Global Botanic Gardens Congress, Dublin. Proceedings of the Fourth Global Botanic Gardens Congress, p. 1-4

## Honores

### Membresías
- Sociedad Botánica de Brasil[6]

#### Del Cuerpo editorial
- 2007 - actual. Periódico: Caldasia (Bogotá)
- 2009 - actual. Periódico: Hoehnea (São Paulo)
- 2011 - actual. Periódico: Boletín de la Sociedad Argentina de Botánica[7]

### Revisora de periódico
- 2005 - actual. Periódico: Rodriguesia
- 2007 - actual. Periódico: Caldasia (Bogotá)
- 1993 - actual. Periódico: Acta Botanica Brasilica
- 1999 - actual. Periódico: Boletim do Instituto de Botânica (São Paulo)
- 2003 - actual. Periódico: Hoehnea (São Paulo)
- 2000 - actual. Periódico: Revista Brasileira de Botânica
- 2005 - actual. Periódico: Iheringia. Série Botânica
- 2006 - actual. Periódico: The Bryologist (College Station)
- 2005 - actual. Periódico: Biological Conservation
- 1996 - actual. Periódico: Boletim do Museu Paraense Emílio Goeldi. Botânica
- 2001 - actual. Periódico: Boletim de Botânica da USP
- 2008 - actual. Periódico: Boletín de la Sociedad Argentina de Botánica
- 2008 - actual. Periódico: Tropical Bryology
- 2009 - actual. Periódico: Nova Hedwigia
- 2013 - actual. Periódico: Phytotaxa: a rapid international journal for accelerating the publication
- 2013 - actual. Periódico: Journal of Bryology
- 2013. Periódico: Polish Botanical Journal
- 2013. Periódico: Acta Botanica Brasílica (impreso)[8]
- 2013. Periódico: Acta Botanica Brasílica (online)[8]
- 2014 - actual. Periódico: Biota Neotropica (online, Edición en inglés)
- 2014 - actual. Periódico: Journal of Bryology

### Revisora de Proyecto de fomento
- 2013 - actual. Proyecto: Coordenação de Aperfeiçoamento de Pessoal de Nível Superior
- 2012. Proyecto: Fundação de Amparo à Pesquisa do Estado de São Paulo
- 2002 - actual. Proyecto: Conselho Nacional de Desenvolvimento Científico e Tecnológico
- 2007 - actual. Proyecto: Fundação de Amparo à Ciência e Tecnologia do Estado de Pernambuco
- 2011 - actual. Proyecto: Fundação Carlos Chagas Filho de Amparo à Pesquisa do Estado do RJ
- 2013. Proyecto: BiodivErsa
- 2015 - actual. Proyecto: National Geographic